# Phoradendron robaloense
Phoradendron robaloense är en sandelträdsväxtart som beskrevs av R. E. Woodson och Carlos Toledo Rizzini. Phoradendron robaloense ingår i släktet Phoradendron och familjen sandelträdsväxter. Inga underarter finns listade i Catalogue of Life.